# Ivan Mihajlovics Kizimov
Ivan Mihajlovics Kizimov, oroszul: Иван Михайлович Кизимов (Novocserkasszk, 1928. május 28. – 2019. szeptember 22.) kétszeres olimpiai bajnok szovjet-orosz lovas.

## Pályafutása
Három olimpián vett részt. 1964-ben Tokióban csapatban bronzérmes lett. Az 1968-as mexikóvárosi olimpián egyéniben arany-, csapatban ezüstérmes lett. 1972-ben Münchenben csapatban szerzett olimpiai bajnoki címet. A világbajnokságokon egy-egy arany- és ezüst, illetve két bronzérmet nyert. Az Európa-bajnokságokon öt ezüst, és három bronzérmet szerzett díjlovaglásban.

## Sikerei, díjai
- Olimpiai játékok – díjlovaglás
  - aranyérmes (2): 1968, Mexikóváros (egyéni), 1972, München (csapat)
  - ezüstérmes: 1968, Mexikóváros (csapat)
  - bronzérmes: 1964, Tokió (csapat)
- Világbajnokság – díjlovaglás
  - aranyérmes: 1970 (csapat)
  - ezüstérmes: 1974 (csapat)
  - bronzérmes (2): 1966 (csapat), 1970 (egyéni)
- Európa-bajnokság – díjlovaglás
  - ezüstérmes: 1967, 1969 (egyéni), 1967, 1971, 1973 (csapat)
  - bronzérmes: 1965, 1969 (csapat), 1971 (egyéni)